# Палац Туркулів-Комелло
Пала́ц гра́фа Ге́нрика Дідуши́цького, пізніше Пала́ц Ту́ркулів-Коме́лло, Пала́ц Коме́лло — пам'ятка архітектури, перша у Львові будівля у стилі ранньої неоґотики. Розташований на вулиці Пекарській, 50а. За весь час свого існування мав багато власників, був власністю графів Дідушицьких, Комелло, Туркулів, Майєрів, Полетилів, Батицьких.

## Історія
Палац збудовано близько 1840–1843 року (за іншою версією 1810–1830 років) за зразками венеційської готики на замовлення графа Генрика Северина Дідушицького (від 1842 року в палаці мешкала його вдова Теодозія Дідушицька) з графів Мельжинських. Автор проекту ймовірно Фридерик Бауман. Як описує Мєчислав Орловіч, у середині XIX століття, коли палацом володіла графиня Феліція Комелло (донька графа Тадеуша Туркула, її садиба була вкрита ґонтом і виглядала як справжній приміський маєток.
У 20–30-х роках XX століття належав родині Батицьких, з якої походила перша «Miss Polonia» (1930) — акторка Софія Батицька (пол. Zofia Batycka). З 1937 року палац у розпорядженні Львівської академії ветеринарної медицини імені Степана Гжицького. Нині тут розташований навчальний корпус № 3 Львівського національного університету ветеринарної медицини та біотехнологій імені Степана Гжицького.
За словами очевидців, ще наприкінці 60-х та на початку 70-х років XX століття напроти головного входу у глибині саду ще знаходилася могила. Над могилою було встановлено пам'ятник, котрий, при будівництві корпусів ветеринарної академії разом із могилою знесли. Тепер, під час сильних дощів чи при таненні снігів, на місці могили збирається велика кількість води. [джерело?]

## Архітектурні особливості
Осібно розташована споруда. Головний фасад розвернутий на південь, в бік скверу у глибині ділянки.
Цегляна, тинькована, двоповерхова будівля, на плані — прямокутної форми. Високий дах має два ряди люкарн.
Головний фасад виділений ризалітом з акцентом неоґотичного портика на осі. Поверхи різної висоти. Вікна другого поверху завершені стрілчастими арками, на першому поверсі — вікна прямокутні. Над ризалітом встановлено фіали. Над фасадом — сильно винесений карниз.
Внутрішнє планування коридорного та анфіладно-зального типів.

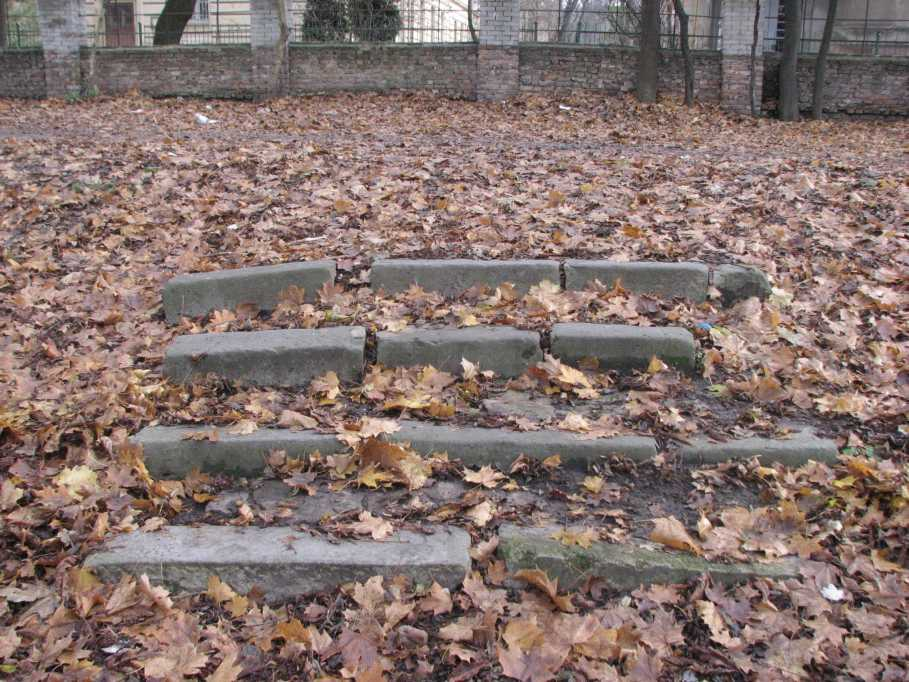
Залишки саду — кам'яні сходи
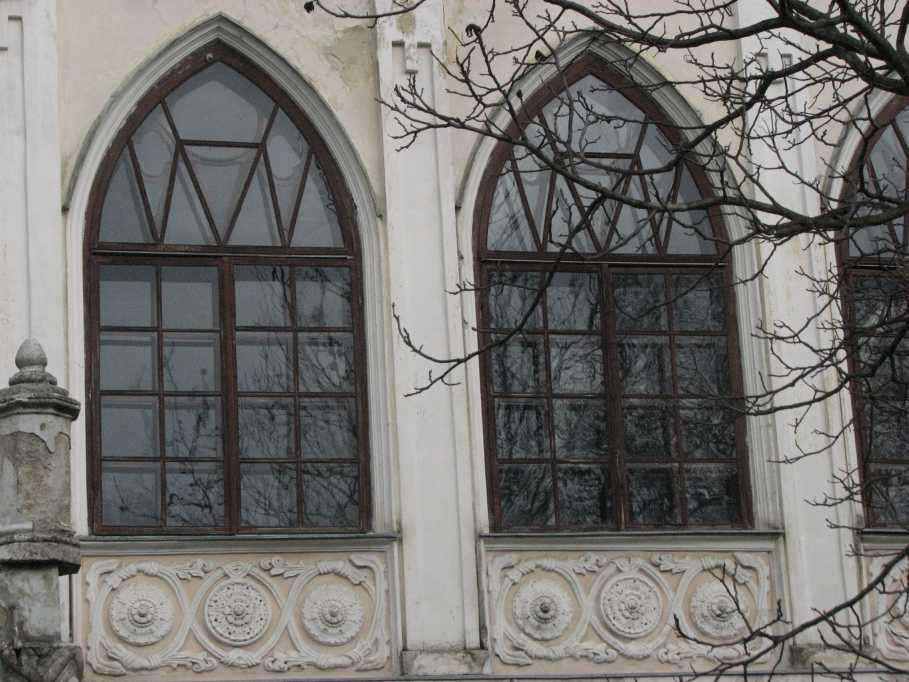
Вікна фасаду
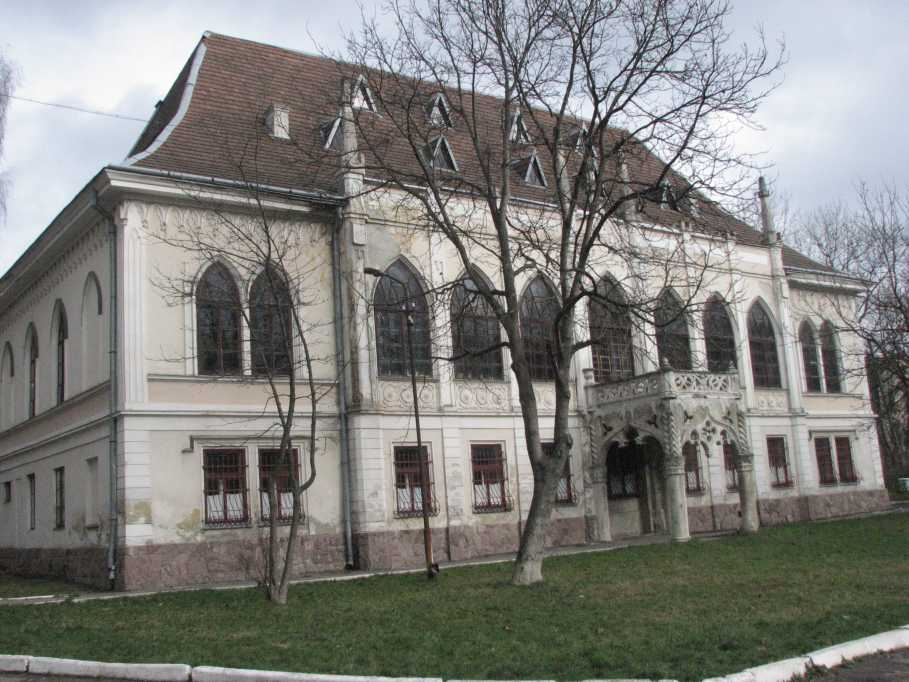
Палац Туркуллів-Комелло
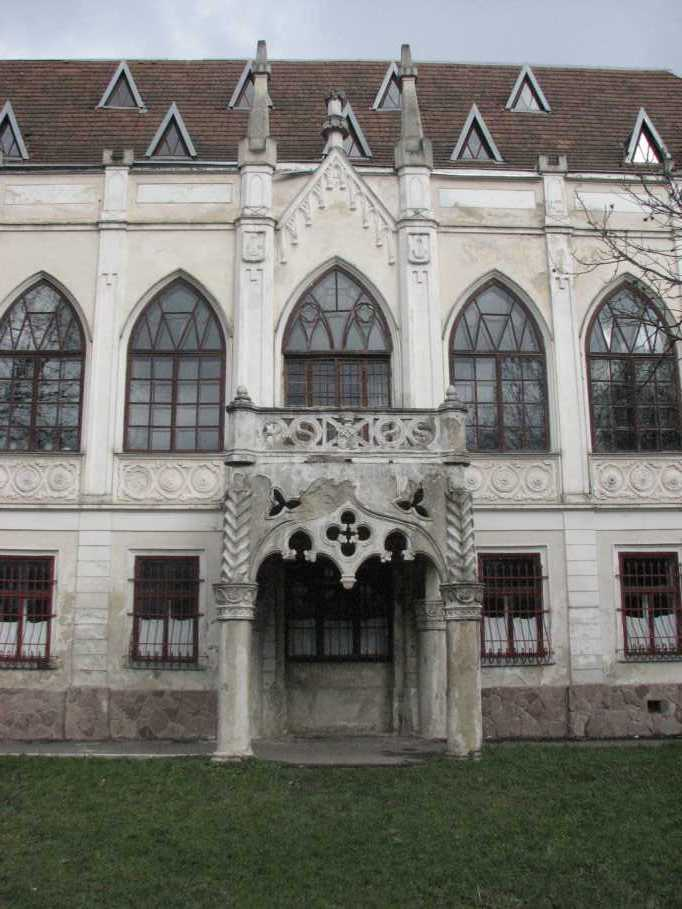
Колишній головний вхід, тепер замурований
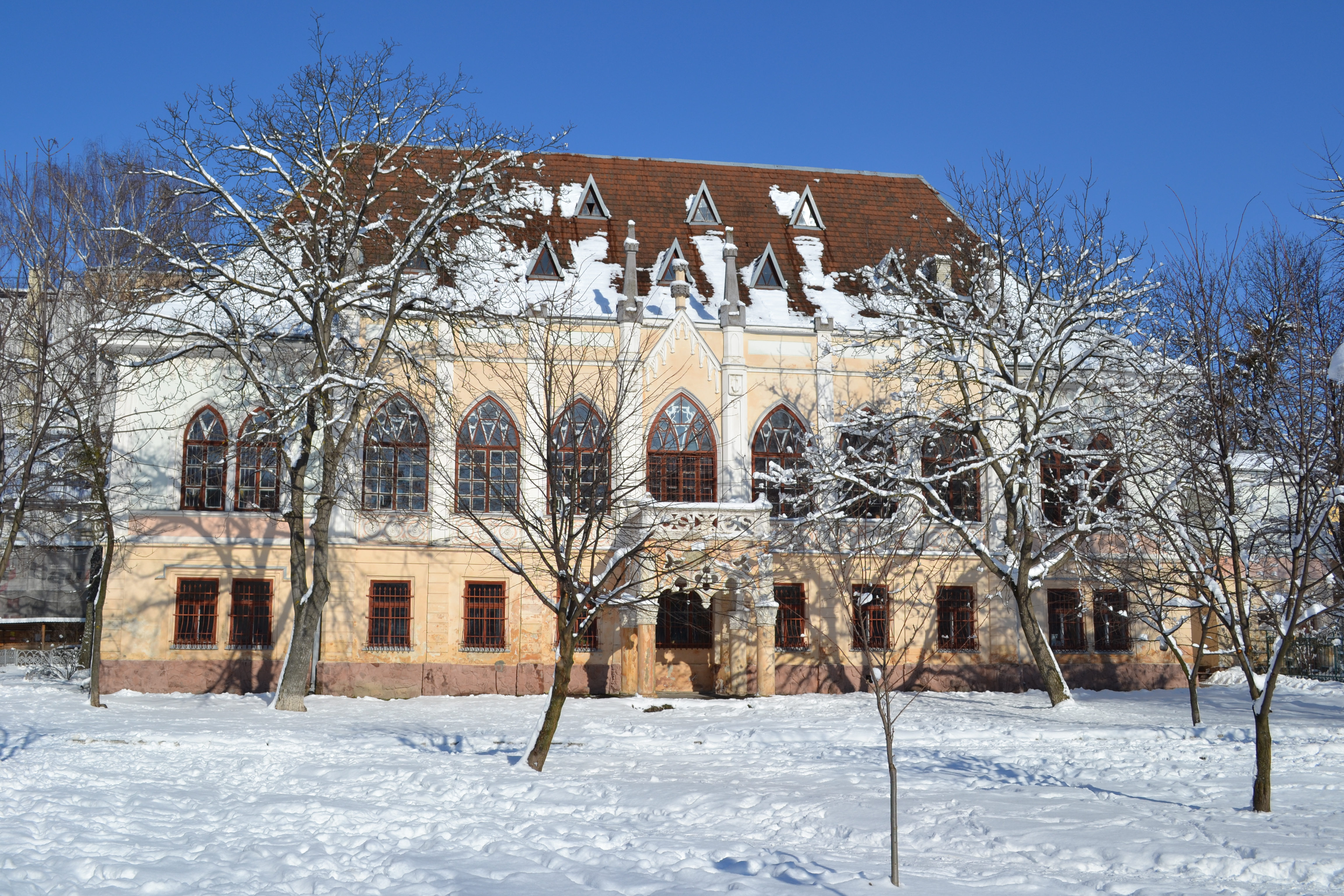
Палац взимку
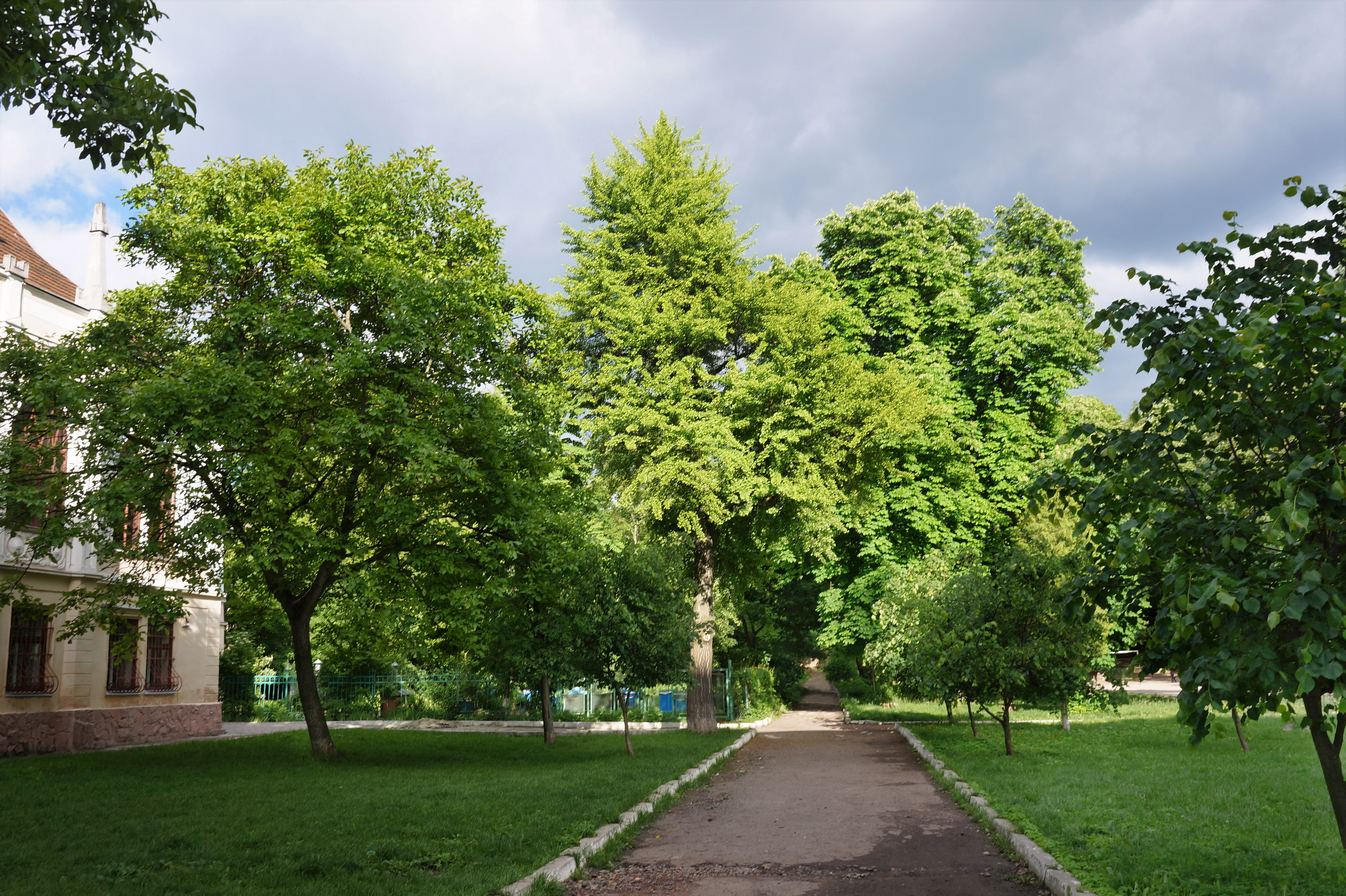
Гінкго дволопатеве біля палацу Туркулів-Комелло